# Міжнародна асоціація музичних бібліотек, архівів та документаційних центрів
Міжнародна асоціація музичних бібліотек, архівів та документаційних центрів (ІАМЛ; англ. International Association of Music Libraries, Archives and Documentation Centres) — організація бібліотек з музичними відділами, бібліотеками музичних консерваторій, архівами радіо та оркестрів, університетськими бібліотеками, центрами музичної документації, музичними видавцями та музичними дилерами, що сприяє міжнародній співпраці та популяризує музичну бібліографію та музичну бібліотеку. Організація була заснована у Парижі в 1951 році і має три офіційні мови: англійську, німецьку та французьку.

## Історія
IAML було засновано після Другої світової війни для «сприяння міжнародній співпраці та стандартизації в таких питаннях, як каталогізація, стандарти обслуговування, навчання персоналу та обмін матеріалами між бібліотеками». Заснування ІАМЛ було трирічним процесом з 1949 по 1951 рік. Він був частиною місії ООН зі сприяння миру у всьому світі. Установчі конференції відбулися в Базелі та Флоренції в 1949 році, в Люнебурзі в 1950 році та в Парижі в 1951 році, остання з яких проводила ЮНЕСКО.
У 1949 році Національна академія імені Луїджі Керубіні відсвяткувала своє 100-річчя. Ця подія зібрала до Флоренції близько 60 музичних бібліотекарів, музикознавців і музейних фахівців із дванадцяти країн. Це була перша зустріч музичних бібліотекарів з усього світу; плани створення окремої організації обговорювалися з моменту заснування Міжнародного музикознавчого товариства в 1927 році, але Друга світова війна завадила будь-чому оформитися. Війна завдала значних втрат багатьом бібліотекам, тому міжнародна співпраця була надзвичайно важливою.
Цілі Флорентійської конференції включали оновлення статусу та розташування музичних джерел, описаних у праці Роберта Айтнера Biographisch-Bibliographisches Quellen-Lexikon der Musiker und Musikgelehrten der christlichen Zeitrechnung bis zur Mitte des neunzehnten Jahrhunderts (Лейпциг, 1900—1904), засновуючи центральний офіс у кожній країні, відповідальний за мікрофільмування музичних джерел до 1800 року, і розв'язання проблем, пов'язаних музичної каталогізації. Перша мета була реалізована в 1952 році з заснуванням Міжнародного каталогу музичних джерел.
У 1951 році в ІАМЛ було 120 учасників з 23 країн, до 1952 року їх членство зросло до 230х. Членство зросло приблизно до 1100 членів у 39 країнах у 1969 році та 1850 членів у 40 країнах у 1991 році з національними відділеннями у 26 країнах станом на 2017 рік.
ІАМЛ має професійні секції, тематичні секції, навчальні групи та проєктні групи, які зосереджуються на конкретних аспектах музичного бібліотекарства та документації. Дві професійні організації, Міжнародна асоціація центрів музичної інформації та Міжнародна асоціація звукових та аудіовізуальних архівів, починали як групи ІАМЛ, але пізніше сформували власні організації.

## Структура
Рада директорів IAML складається з президента, попереднього президента, генерального секретаря, скарбника та віце-президентів. Правління керує ІАМЛ разом із Радою (до якої входять представники національних відділень і професійних секцій) і Генеральною асамблеєю.
ІАМЛ є членом Міжнародної федерації бібліотечних асоціацій та установ, Міжнародної музичної ради та IMS.

## Діяльність
ІАМЛ проводить щорічні конференції та реалізує чотири основні програми, разом відомі як «проекти R» музикознавства: Міжнародний каталог музичних джерел, Міжнародний довідник музичної літератури, Міжнародний довідник музичної іконографії та Міжнародний каталог музичної преси. ІАМЛ видає журнал «Fontes Artis Musicae» зі статтями про музичне бібліотекознавство та бібліографію, а також звітами про конференції організації та про прогрес «проєктів R».

### Щорічні конференції
ІАМЛ проводить щорічні зустрічі в різних місцях по всьому світу. Іноді зустрічі проводяться спільно з іншими професійними організаціями. Після установчих зборів, що проводилися з 1949 по 1951 рік, щорічні збори почалися в 1954 році.

### Міжнародний каталог музичних джерел
Міжнародний каталог музичних джерел було засновано в 1953 році й з того часу він займається бібліографією джерел з музики та музичної літератури від грецької античності до 1800 року.

### Міжнародний довідник музичної літератури
Міжнародний довідник музичної літератури, заснована в 1966 році, охоплює музичну літературу через дві онлайн-бази даних: RILM Abstracts of Music Literature, яка охоплює період з 1967 року до сьогодення і RILM Retrospective Abstracts of Music Literature (RILM Retro), яка охоплює літературу до 1967 року.

### Міжнародний довідник музичної іконографії
Міжнародний довідник музичної іконографії, заснований у 1971 році, працює з візуальними матеріалами, пов'язаними з музикою.

### Міжнародний каталог музичної преси
Міжнародний каталог музичної преси, заснований у 1980 році, зберігає, реконструює та надає доступ до музичних періодичних видань, які видавалися у період з бл. 1760 до 1966 року. До 2014 року каталог проіндексував 215 музичних періодичних видань, опублікував 306 друкованих томів і базу даних із понад 726 000 анотованих цитат. Крім того, через власний інтернет-архів та електронну бібліотеку каталог надав доступ до 166 музичних журналів у повному тексті.